# Epifania (Mestre de l'Epifania d'Anvers)
Epifania és una pintura del mestre de l'Epifania d'Anvers datada cap a 1520. El Museu Nacional d'Art de Catalunya alberga l'obra des de 1906 fruit del dipòsit de la Reial Acadèmia Catalana de Belles Arts de Sant Jordi de Barcelona el 1902.

## Descripció
La Mare de Déu i l'Infant, acompanyats per sant Josep i els Tres Mags en acte d'adoració, presideixen el centre de la composició. L'autoria es relaciona per comparació estilística amb el Mestre de l'Epifania d'Anvers, autor de la taula central, amb el mateix motiu temàtic, d'un tríptic conservat als Museus reials d'art i d'història de Brussel·les.

## Anàlisi
L'Epifania fou un tema molt freqüent en la pintura adquirida per les classes dirigents flamenques entre els segles XV i xvi, un episodi que serveix de pretext argumental per reflectir l'ambientació d'un entorn elegant, sumptuós i decoratiu. El pintor manifesta coneixements de formulacions adoptades per les escoles italianes, com l'ús de l'arquitectura clàssica o la presència d'amorets, però ho executa fent una interpretació lliure de les fonts. En aquell moment històric, a Flandes s'estava produint el procés d'assimilació del model renaixentista italià, un canvi en el codi expressiu que va generar la recerca de solucions en la tradició.
Els dubtes, davant la utilització d'un nou llenguatge artístic, comportaven una manca de confiança en l'artista que conduïa vers l'horror vacui, cosa que aquí es manifesta en l'abundància de personatges del seguici reial en segon terme. També cal notar la forta empremta de la tradició autòctona en el luxe dels detalls, fet que s'observa en l'exhibició preciosista de la indumentària i en el paisatge de fons.